# Осмийтрилантан
Осмийтрилантан — бинарное неорганическое соединение
осмия и лантана
с формулой La3Os,
кристаллы.

## Получение
- Сплавление стехиометрических количеств чистых веществ:

{\displaystyle {\mathsf {Os+3La\ {\xrightarrow {T}}\ La_{3}Os}}}

## Физические свойства
Осмийтрилантан образует кристаллы
ромбической сингонии,
пространственная группа P nma,
параметры ячейки a = 0,7530 нм, b = 0,9919 нм, c = 0,6597 нм, Z = 4,
структура типа карбида железа Fe3C
.